# Encores
Encores EP es el segundo EP de la banda británica Dire Straits lanzado como extensión del álbum en vivo On The Night en 1993 (de hecho, "encores" significa en inglés "bises"). El disco comienza con "Your Latest Trick", publicada originalmente en el álbum Brothers In Arms, y tras ella, tres canciones más. En un principio, las canciones de Encores se iban a publicar dentro de On The Night y éste sería publicado como un álbum doble. Sin embargo, finalmente se optó por publicar la parte central del directo y esta pequeña extensión para que On The Night no compitiera con el otro doble álbum en directo de la banda, el mítico Alchemy.

## Lista de canciones
Todos los temas compuestos por Mark Knopfler.
1. "Your Latest Trick"
2. "The Bug"
3. "Solid Rock"
4. "Local Hero-Wild Theme"

## Personal
- Alan Clark: teclados
- Danny Cummings: percusión y coros
- Guy Fletcher: teclados y coros
- Paul Franklin: guitarra
- John Illsley: bajo y coros
- Mark Knopfler: guitarra y voz
- Phil Palmer: guitarra y coros
- Chris White: saxofón y coros
- Chris Whitten: batería

- Datos: Q520838